# Biblioteca dei ragazzi ai Giardini Margherita
La Biblioteca dei ragazzi ai Giardini Margherita è stata una biblioteca comunale della città di Bologna. Istituita nel 1954, è stata tra le prime biblioteche pubbliche interamente dedicate ai ragazzi.

## Storia
La proposta di istituire una biblioteca per ragazzi a Bologna era partita dalla Soprintendenza archivistica e bibliografica ed era stata subito accolta dal Comune e dalla  Direzione Generale delle Accademie e Biblioteche, in seno al Ministero della Pubblica Istruzione. Il Comune mise a disposizione la palazzina liberty all’interno dei Giardini Margherita, realizzata nel 1910 dall'architetto Edoardo Collamarini e per l'occasione restaurata, poiché da tempo era in stato di abbandono, mentre il Ministero stanziò un milione e mezzo di lire per l’acquisto dell'arredamento e delle scaffalature metalliche che vennero montate al primo piano della palazzina. La terrazza al piano terra venne arredata con sdraio e ombrelloni, per permettere la lettura all’aperto.
La biblioteca, inaugurata il 16 giugno 1954, è stata, prescindendo dalla biblioteche scolastiche, una delle prime esperienze di biblioteca pubblica interamente dedicata ai bambini e ai ragazzi in Italia, assieme alla Biblioteca dei ragazzi Maria Pezzè Pascolato di Venezia, attiva dal 1926 al 1938, e alla Biblioteca Giardino per Ragazzi di Imola, fondata nel 1961 e diventata poi Biblioteca Casa Piani.
Alla sua nascita la Biblioteca dei ragazzi dipendeva dalla Biblioteca Popolare Comunale, sita in via de’ Foscherari 2 a Bologna, e non aveva un regolamento proprio. Solo nel 1956 la biblioteca divenne autonoma dotandosi di un proprio regolamento-statuto.
Nel luglio 1959 alla Biblioteca venne affiancato il Centro Ricreativo dei Giardini Margherita, uno dei tredici centri di aggregazione giovanile voluti dal nuovo Assessorato alla Gioventù e Sport dell'amministrazione guidata da Giuseppe Dozza, giunto nel 1956 al terzo mandato.
Nel 1960 sulla terrazza superiore della palazzina venne inaugurato un osservatorio su postazione fissa, costruito dal Gruppo Astrofili del Centro Giovanile.
La biblioteca venne chiusa nel 1977 a causa di una serie di problemi non solo strutturali, tra cui l’inadeguatezza e la pericolosità dell’impianto elettrico, come era già emerso da una verifica effettuata in seguito ad un incendio , ma anche a causa del ridotto personale assegnato al servizio.
Al posto della biblioteca venne aperta una scuola materna, su progetto dell'architetto Riccardo Merlo, coordinatore dell’edilizia scolastica del Comune di Bologna dal 1967 al 1984.
Venne proposto uno spostamento provvisorio della biblioteca in un edificio sito in via degli Orti 44, nel quartiere Murri, già in affitto al Comune di Bologna e ad uso di scuola elementare. Il trasferimento del materiale librario avviene entro i primi mesi del 1981. Di fatto, però, la biblioteca non aprì mai al pubblico.
Nel settembre 1981 la collezione venne trasferita da via degli Orti 44 a via Murri 77, ma emerse che il solaio di via Murri non era idoneo per sostenere il peso di libri e scaffali. Valerio Montanari, direttore delle biblioteche decentrate, propose una “riprogrammazione sistemica del circuito delle biblioteche decentrate comunali” e lo smembramento della collezione della biblioteca dei ragazzi, “creando sezioni specializzate per ragazzi all'interno di biblioteche ubicate nei diversi punti cardinali con buoni servizi e una tradizione consolidata di attività per e con i ragazzi”, ma non è chiaro né testimoniato dai documenti d’archivio se lo smembramento avvenne oppure no.
Nel 1988 il Comune di Bologna aprì la Biblioteca centrale bambini e ragazzi di Villa Mazzacorati in via Toscana nella quale confluirono i materiali della biblioteca dei Giardini Margherita. La Biblioteca di Villa Mazzacorati resterà attiva fino all'apertura della Biblioteca Salaborsa e alla riorganizzazione delle biblioteche comunali bolognesi.
Dal 2000, in seguito alla riorganizzazione del sistema bibliotecario e alla progettazione di Biblioteca Salaborsa, la collezione della Biblioteca dei ragazzi confluisce nella raccolta storica della Biblioteca Salaborsa Ragazzi, prendendo il nome di Fondo GiM, e in piccola parte in altre sedi del Settore Biblioteche e Welfare Culturale del Comune di Bologna.

## Patrimonio
La collezione della biblioteca comprendeva all'inaugurazione 2.348 volumi, che già nell'anno successivo diventarono 3.300. La maggior parte del posseduto era frutto di donazioni: 287 volumi furono donati dalla Biblioteca popolare comunale, 705 dal club bolognese dell’Associazione femminile Soroptimist International e 1.815 dall'Ufficio Assistenza scolastica del Comune di Bologna.
La collezione, indirizzata ad un pubblico di bambini e ragazzi, dal primo anno delle elementari all'ultimo anno delle secondarie, includeva autori bolognesi, italiani, francesi, inglesi, tedeschi, spagnoli, russi e ungheresi nonché una ricca selezione di libri di divulgazione scientifica.